# Cathédrale Saint-Paul de Wenzhou
Cette  cathédrale n’est pas la seule cathédrale Saint-Paul.
La cathédrale Saint-Paul est la cathédrale catholique du diocèse de Wenzhou (ou de Yongjia ou Yung-Chia, d'après le nom du district) en Chine, suffragant de l'archidiocèse de Hangzhou, dans la province du Zhejiang. Elle est trouve dans la ville portuaire de Wenzhou et le district de Lucheng. C'est un monument protégé.

## Histoire et description

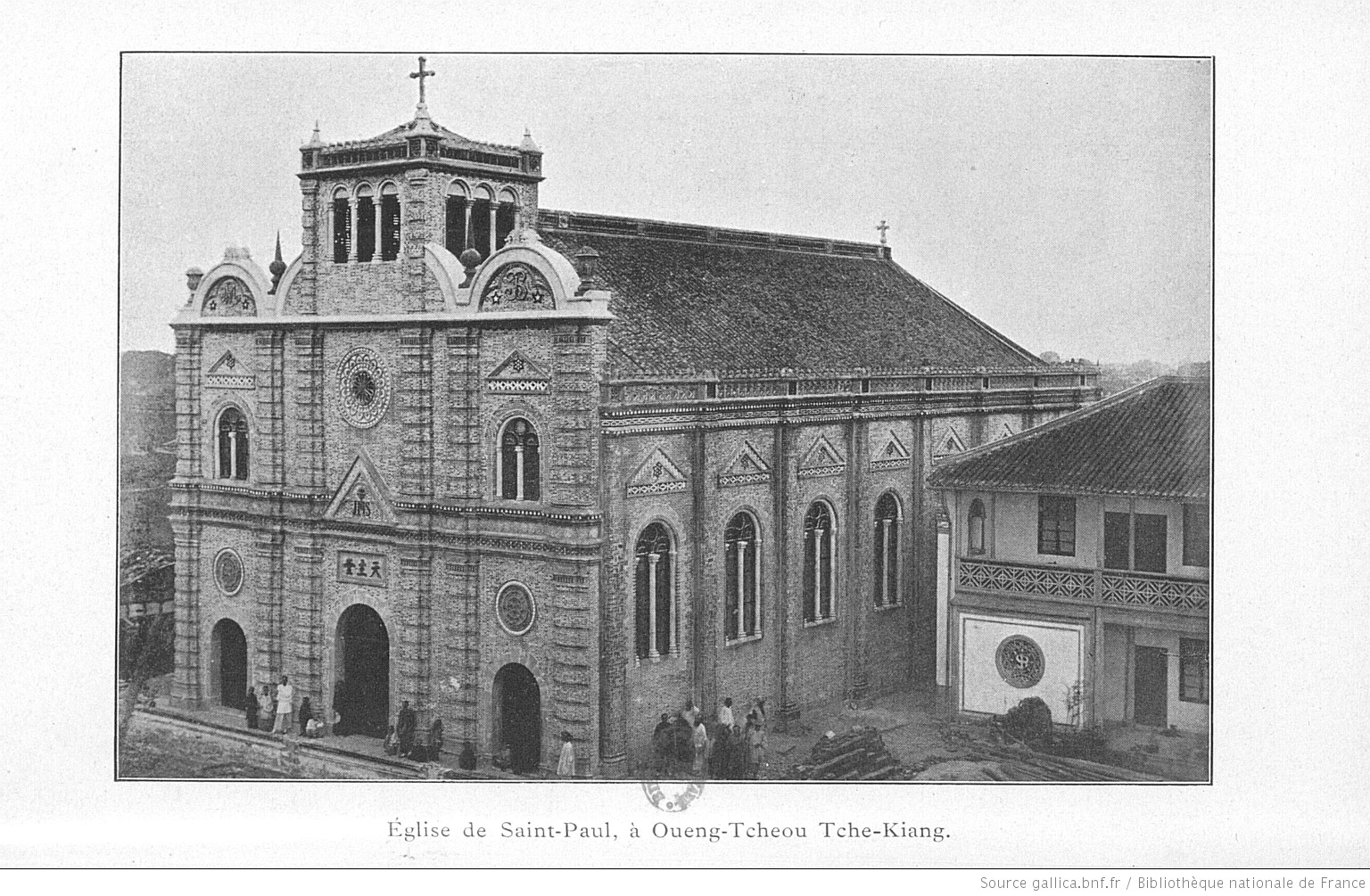
Vue de Saint-Paul vers 1895.

Les missionnaires lazaristes français arrivent à Wenzhou (romanisé en Oueng-Tchéou à l'époque) en 1874 et construisent une chapelle. Deux ans plus tard, ils bâtissent une église à l'emplacement actuel avec une maison de mission. Mais la mission est incendiée au cours des émeutes xénophobes de 1885 consécutives à la campagne française de 1884-1885 dans la région. Une grande église est reconstruite en 1888 dans le goût éclectique grâce aux compensations financières reçues des autorités chinoises.
Elle est consacrée à l'apôtre saint Paul. Sa nef mesure 35 mètres sur 17 mètres et le porche est surplombé d'un clocher hexagonal de 15 mètres de hauteur, élevé ultérieurement. Elle peut accueillir un millier de fidèles.
Lorsque le diocèse est érigé au début de l'année 1949, elle en devient la cathédrale. Les missionnaires sont chassés dans les mois qui suivent par la prise de pouvoir des communistes de Mao Tsé-Toung. Elle est fermée pendant la révolution culturelle.
La cathédrale est inscrite au patrimoine culturel de la province en 2011.

## Source de la traduction
- (zh) Cet article est partiellement ou en totalité issu de l’article de Wikipédia en chinois intitulé « 周宅祠巷圣保禄堂 » (voir la liste des auteurs).